# 20. divize (mobilizace 1938)
20. divize byla vyšší jednotkou, působící v rámci V. sboru ve druhém sledu obrany v oblasti jihovýchodně od Brna, s cílem podpořit v případě potřeby obranné boje v úseku prvosledové Hraniční oblasti 38.
Velitelem 20. divize byl brigádní generál Františk Kravák
Stanoviště velitele se nacházelo v Mutěnicích

## Úkoly 6. divize
Podpora jednotek Hraniční oblasti 38 při obraně hlavního obranného postavení na směru nepřátelského útoku. V případě prolomení hlavního obranného postavení zastavení postupu nepřítele dále do hloubky československého území.

## Podřízené jednotky[1]
- pěší pluk 59 (SV Mikulčice)
- pěší pluk 67 (SV Čejč)
- pěší pluk 83 (SV Prušánky)
- dělostřelecký pluk 20
- smíšený přezvědný oddíl 20
- ženijní rota 20
- telegrafní prapor 20

## Početní stav k 4. říjnu 1938[2]
9 547 mužů
2 143 koní
4 793 pušek
114 těžkých kulometů
358 lehkých kulometů
18 minometů
30 děl
Divize nedisponovala žádnými protitankovými kanóny.